# Ioánnis Papadiamantópoulos
Ioánnis Papadiamantópoulos (grec moderne : Ιωάννης Παπαδιαμαντόπουλος) né en 1766 à Corinthe et mort en 1826 à Missolonghi était un homme politique grec qui participa à la guerre d'indépendance grecque.
Il fut membre de l'Assemblée nationale d'Épidaure en 1822, délégué par la Gérousie du Péloponnèse. Il participa ensuite à l'Assemblée nationale d'Astros l'année suivante.
Il mourut lors du quatrième siège de Missolonghi.
Il est le grand-père de Ioánnis A. Papadiamantópoulos dit Jean Moréas.

## Sources
- (el) Parlement grec, Μητρώο Πληρεξουσίων, Γερουσαστών και Βουλευτών. 1822-1935, Athènes, Parlement grec,‎ 1986, 159 p. (lire en ligne) [PDF]